# Lsjbot
Lsjbot — програма (бот), створена шведським фізиком і вікіпедистом Сверкером Йоханссоном для шведської Вікіпедії. В подальшому програма була адаптована для себуанської і варайської Вікіпедій.

## Історія
Бот створює статті на основі різних баз даних, потім вони можуть перекладатися на інші мови. До 2015 року завантажувалися статті про біологічні види, що складаються з 1-3 рядків тексту, шаблону-картки і численних посилань на джерела (типовий приклад — Abrahamia ditimena). Потім бот був перепрограмований на створення більш складних статей про географічні об'єкти (наприклад, Adairsville).
Станом на липень 2014 року робот створив понад 2,7 мільйона статей, дві третини з яких у Себуанській Вікіпедії (рідна мова дружини Юханссона), інша третина у шведській Вікіпедії. Робот може створювати до 10000 статтей на день. До червня 2017 року Lsjbot створив понад 17 мільйонів статей.
Після публікації статті в The Wall Street Journal у липні 2014 року світова громадськість звернула увагу на бота. Газета The Sydney Morning Herald порівнює бота з Філом Паркером, найпродуктивнішим автором в історії людства, що опублікував понад 85 тисяч книг, кожна з яких завершена менш ніж за годину з використанням комп'ютера.
15 червня 2013 року шведська Вікіпедія досягла одного мільйона статей (тоді це була восьма Вікіпедія, що досягла цієї мети). Мільйонна стаття була створена Lsjbot'ом, який на той момент створив 454 тисяч статей, що було майже половиною від кількості статей у шведській Вікіпедії. Завдяки Lsjbot шведська Вікіпедія стала другим мовним розділом в рейтингу за кількістю статей, одразу після англомовного розділу.